# 1-es metró (Párizs)
A párizsi 1-es metró, Párizs legrégebbi metróvonala, melynek első szakaszát az 1900-as világkiállítás alkalmával nyitották meg. A La Défense és a Château de Vincennes állomások között közlekedik. A 16,6 km-es vonal Párizs keleti és nyugati részét köti össze. A város legforgalmasabb vonala, hiszen 2010-ben 207 millió utasa volt. Naponta 725 ezren utaznak vele.
1963–64-ben átalakították a vonalat, hogy gumikerekű járművek közlekedhessenek rajta. 2011. november 3-án automatizálták.

## Galéria

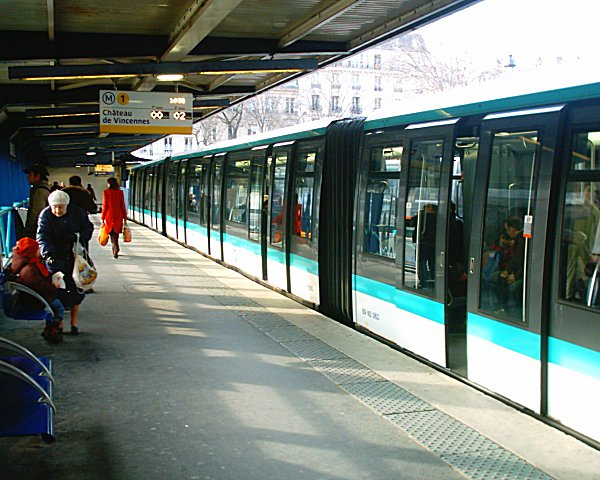
Bastille állomás
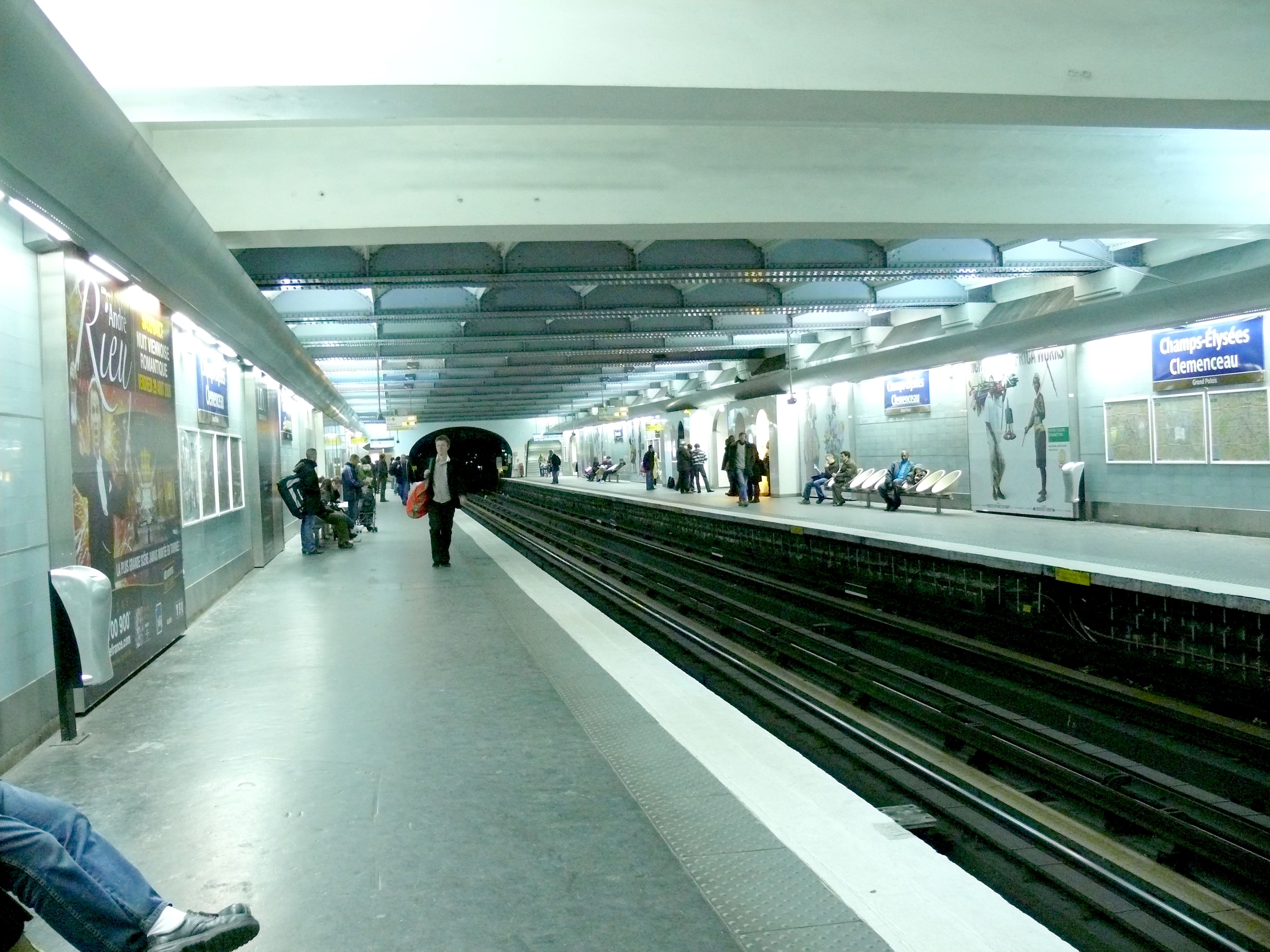
Champs-Élysées – Clemenceau állomás
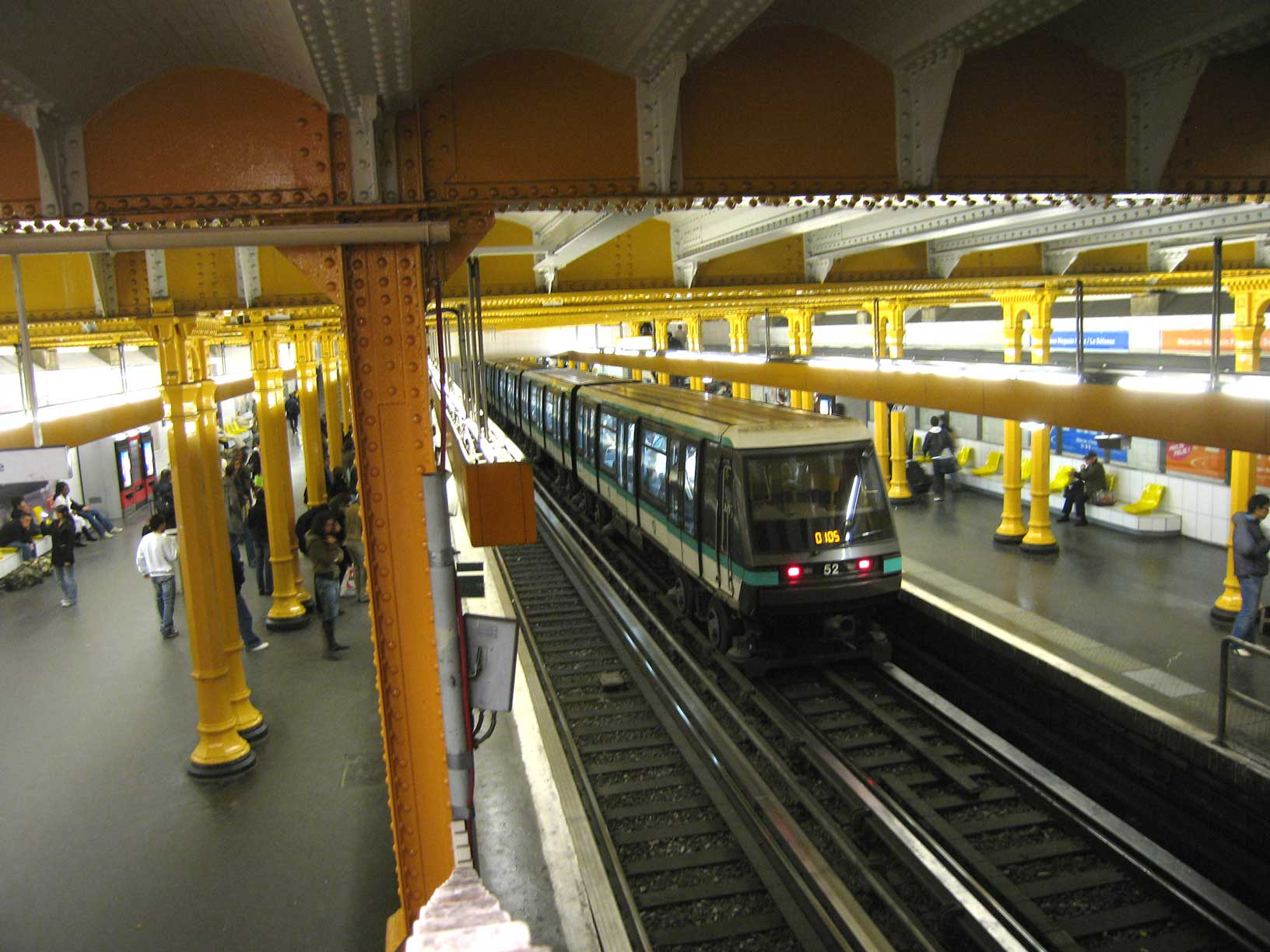
Gare de Lyon állomás
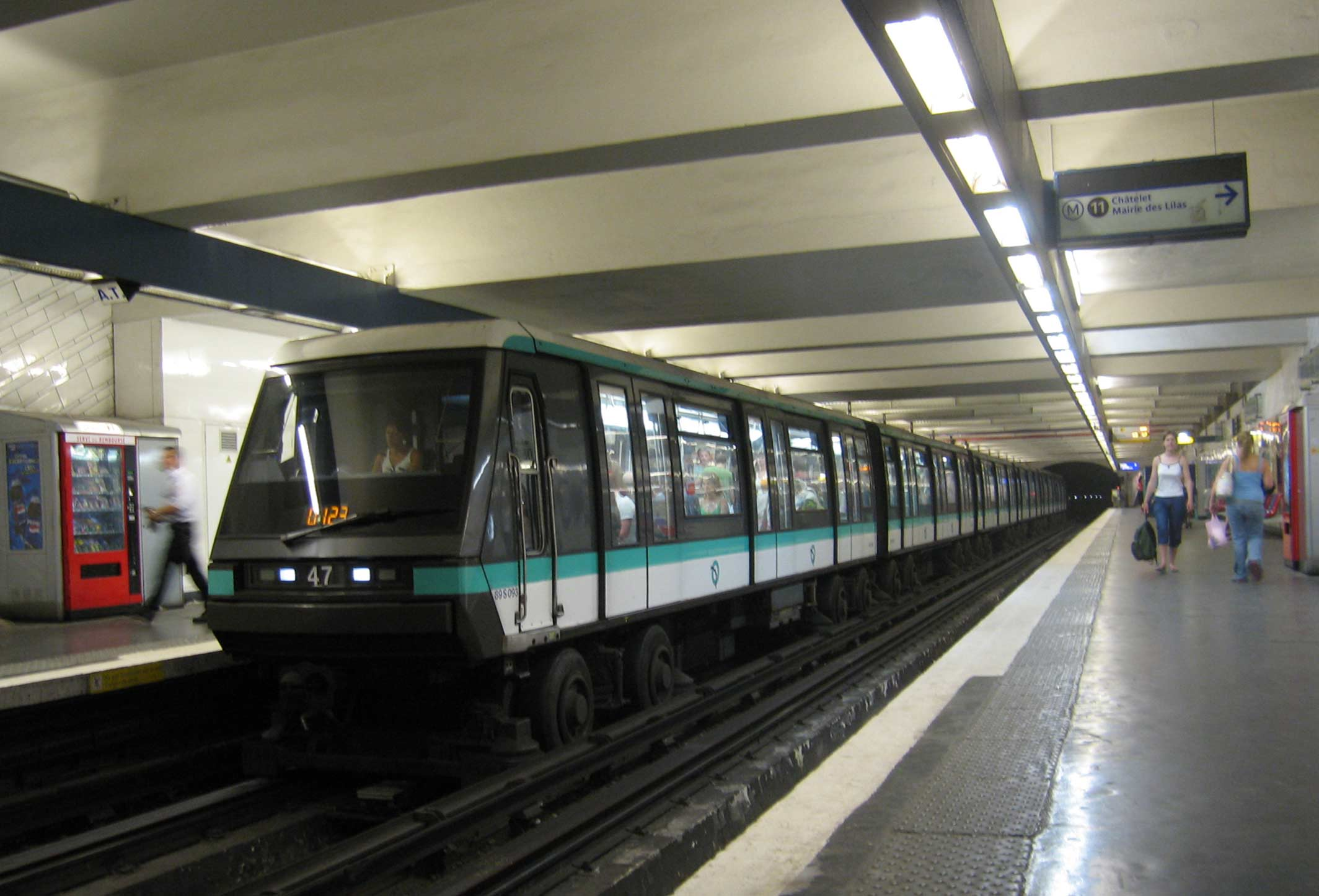
Hôtel de Ville állomás
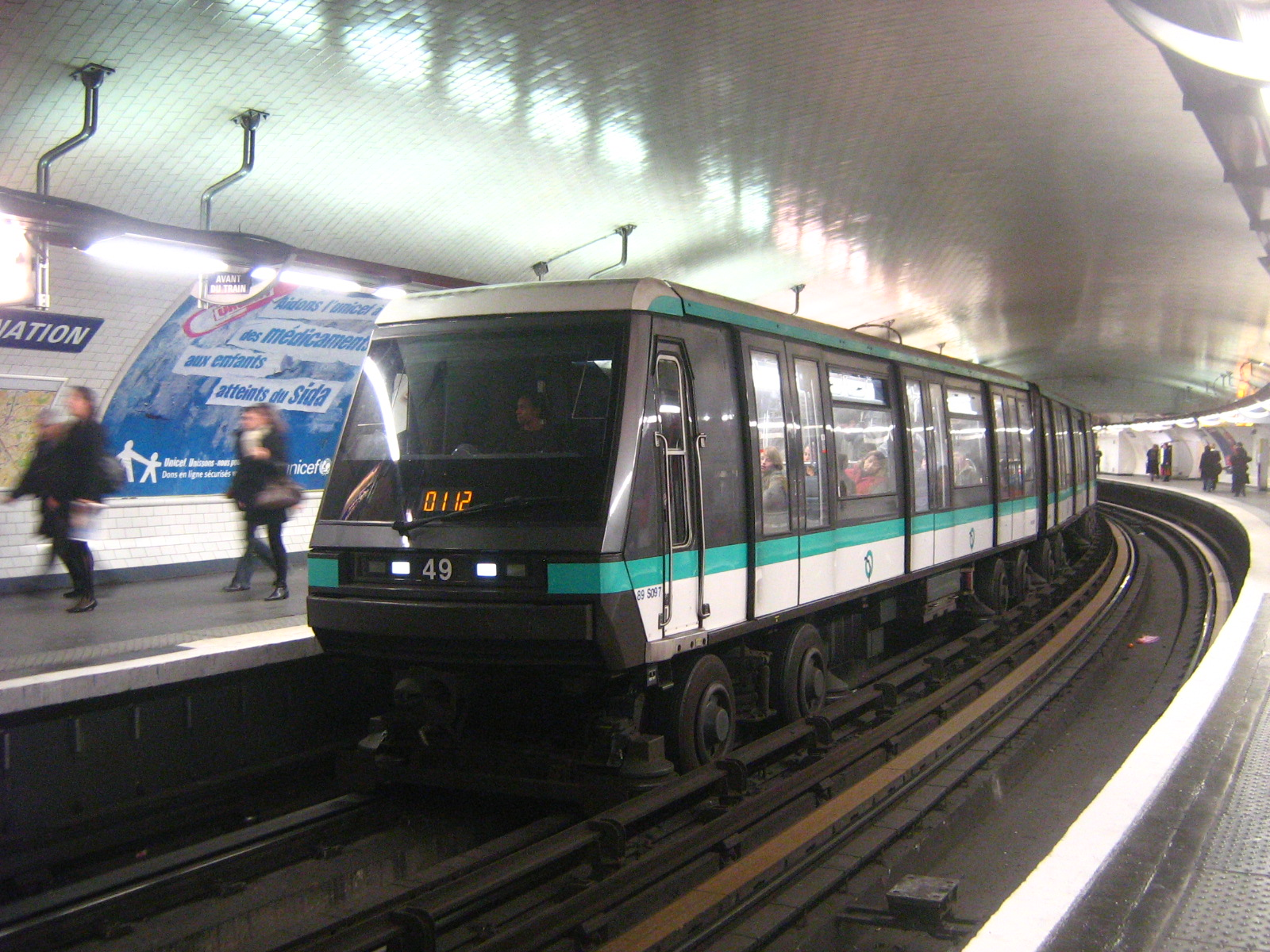
Nation állomás
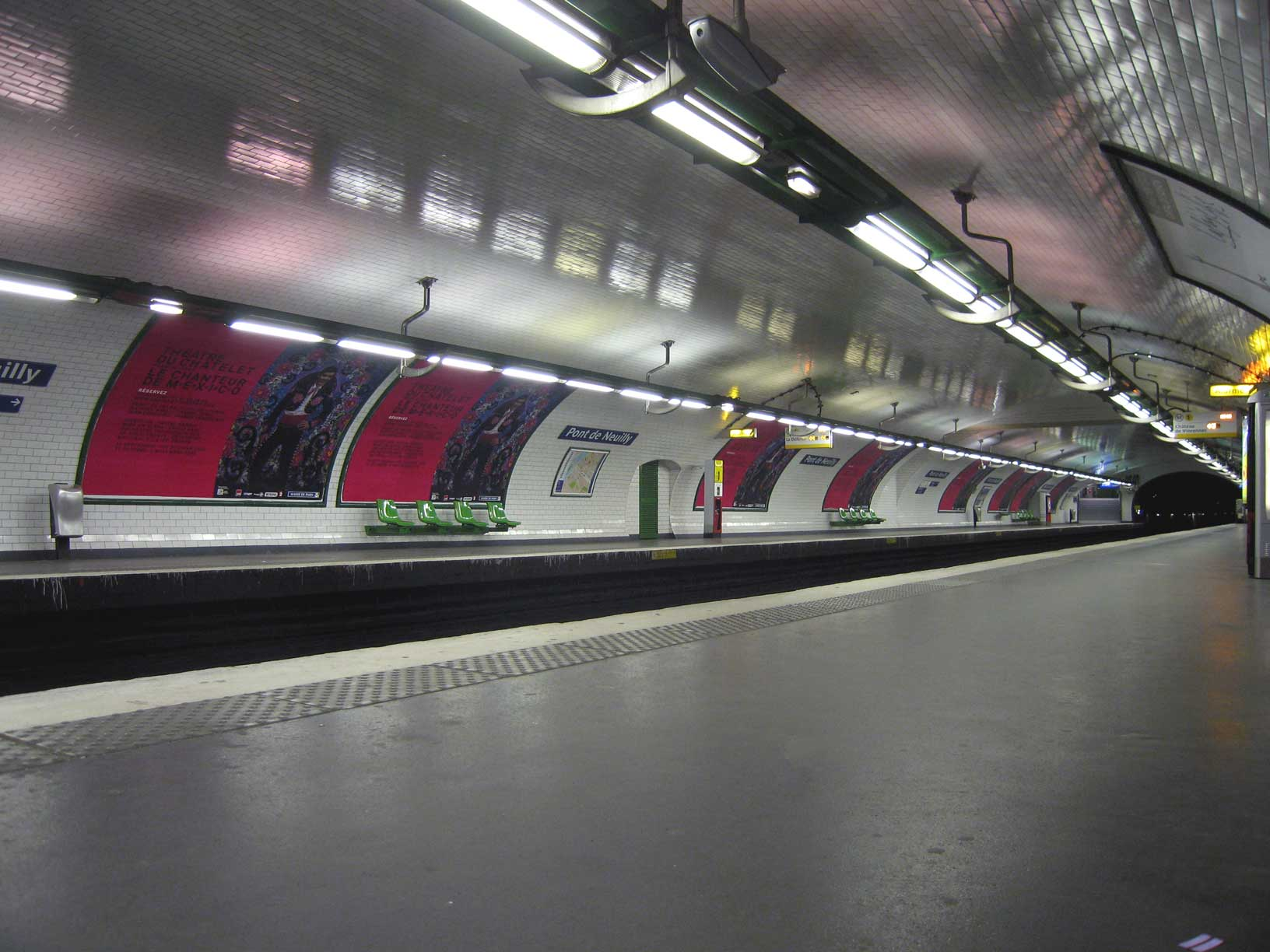
Pont de Neuilly állomás
- MP 89 sorozatú szerelvény
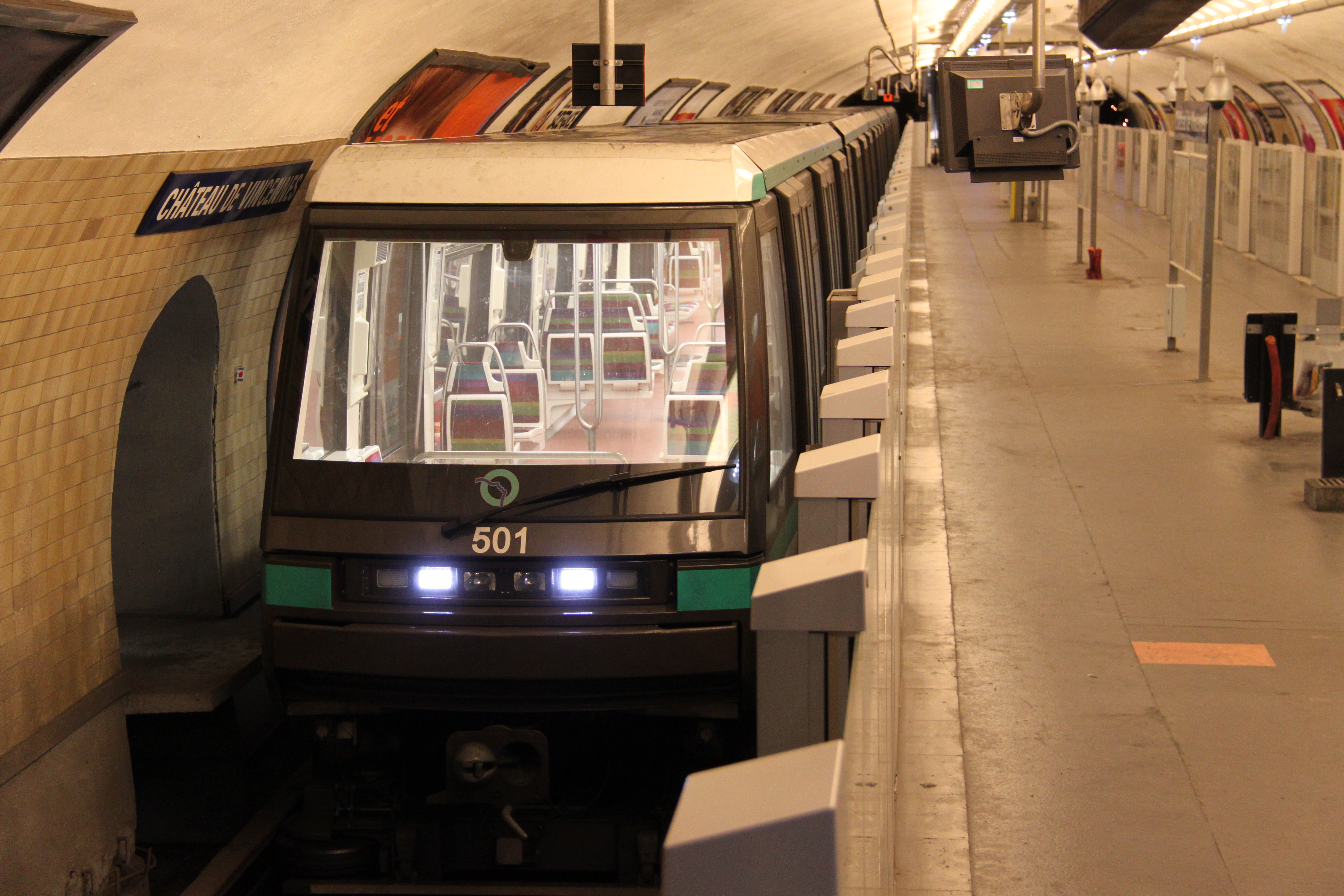
MP 05 sorozatú szerelvény Chateau de Vincennes állomáson
- MP 89 CC sorozatú szerelvény Bastille állomáson

## Fordítás
- Ez a szócikk részben vagy egészben  a   Ligne 1 du métro de Paris című francia Wikipédia-szócikk fordításán alapul.  Az eredeti cikk szerkesztőit annak laptörténete sorolja fel. Ez a jelzés csupán a megfogalmazás eredetét és a szerzői jogokat jelzi, nem szolgál a cikkben szereplő információk forrásmegjelöléseként.